# Gradac (Neum)
Pour les articles homonymes, voir Gradac.
Gradac (en cyrillique : Градац) est un village de Bosnie-Herzégovine. Il est situé dans la municipalité de Neum, dans le canton d'Herzégovine-Neretva et dans la fédération de Bosnie-et-Herzégovine. Selon les premiers résultats du recensement bosnien de 2013, il compte 237 habitants.

## Histoire
L'église Sainte-Anne de Gradac, une église catholique construite avant 1619, est inscrite sur la liste des monuments nationaux de Bosnie-Herzégovine.

## Démographie

### Évolution historique de la population
| 1948 | 1953 | 1961 | 1971 | 1981 | 1991 | 2013 |
| ---- | ---- | ---- | ---- | ---- | ---- | ---- |
| -    | -    | 435  | 445  | 394  | 345  | 237  |

|  |

### Communauté locale
En 1991, la communauté locale de Gradac comptait 640 habitants, répartis de la manière suivante :